# Pêche au cormoran
Pour les articles homonymes, voir Pêche.

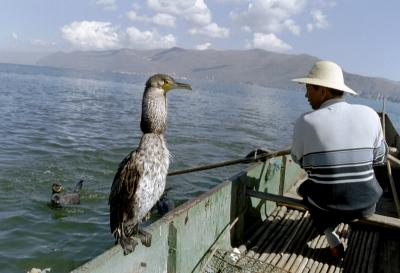
Pêcheur chinois et son cormoran au cou cerclé sur le lac Erhai près de Dali dans le Yunnan en Chine.

La pêche au cormoran est une méthode de pêche traditionnelle dans laquelle les pêcheurs utilisent des cormorans dressés à pêcher en eau douce,.
La pêche au cormoran était pratiquée au Japon (depuis 1 300 ans) et en Chine, et elle l'a été dans d'autres endroits. Alors que cette technique est toujours utilisée en Chine, elle a cessé d'être rentable au Japon et n'est plus qu'une attraction touristique. Même en Chine, cette méthode de pêche artisanale n'est plus utilisée ailleurs que dans le sud-ouest de la Chine, où elle est également menacée par la concurrence de méthodes plus modernes,,.
Pendant longtemps, la pêche au  cormoran  a été une activité importante au Japon, comme le soulignent les nombreuses allusions dans les idéogrammes des noms de familles et dans certaines expressions.

## Technique d'apprivoisement et de pêche

### Lien entre l'homme et  l'oiseau
Les cormorans utilisés sont des individus sauvages, capturés en mer, puis formés pour la pêche. La capture peut se faire en leurrant les oiseaux avec de faux spécimens, pour les attirer vers le bas des falaises.
Le maître doit garder un lien fort avec ses oiseaux, allant même à leur masser la tête ou le ventre, et en les traitant avec douceur.
Les pêcheurs doivent emmener quotidiennement et pendant deux semaines leurs cormorans se baigner, afin que ceux-ci s'acclimatent à l'eau douce. Durant cette période, ils sont également forcés de nourrir les nouveaux à la main, car ceux-ci ne se nourrissent alors pas en eau douce.
En captivité, ces cormorans vivent généralement entre 14 et 15 ans, le record de longévité étant à 26 ans. Cette moyenne d'âge est plus élevée pour les individus en liberté, l'espérance de vie d'un Grand Cormoran avoisinant la vingtaine d'années.

### La pêche
Pour contrôler les oiseaux, les pêcheurs posent une ligature à la base de la gorge qui les empêche d'avaler les plus gros poissons,, mais laisse passer les plus petits.
En Chine les cormorans sont libres, et reviennent d'eux-mêmes au bateau, mais au Japon l'oiseau est attaché par une ficelle sur laquelle le pêcheur tire pour faire revenir son animal.[citation nécessaire]

## Espèces exploitées

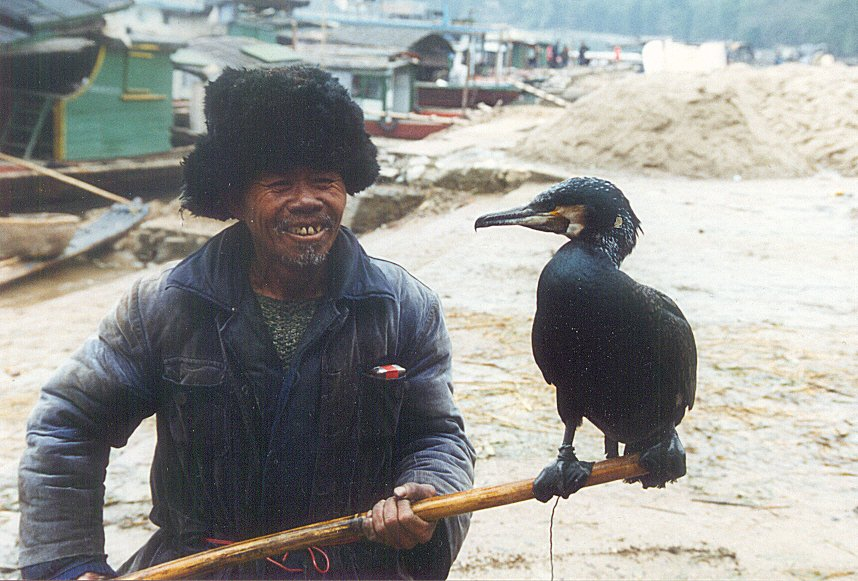
Grand Cormoran et son maître, près de Guilin (Chine).

Différentes espèces d'oiseaux sont utilisées en différents endroits. À Gifu, au Japon, on emploie par exemple des Cormorans de Temminck (Phalacrocorax capillatus), les pêcheurs chinois exploitant le Grand Cormoran (Phalacrocorax carbo).
Les anhingas, oiseaux très proches des cormorans, sont également occasionnellement employés.

## Lieux de pratique

### Japon

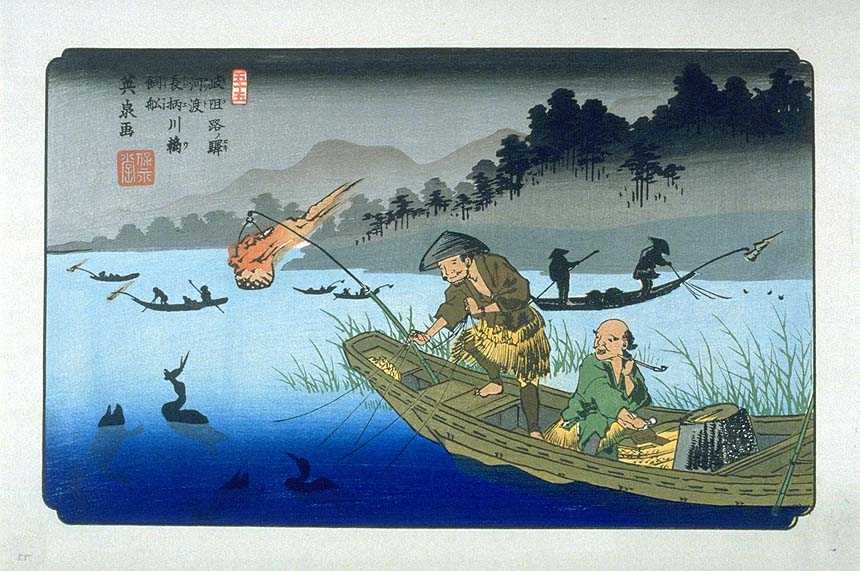
Représentation de la pêche au cormoran sur la Nagara-gawa durant l'époque d'Edo par Keisai Eisen.

Au Japon cette méthode de pêche est appelée ukai (鵜飼), et est pratiquée depuis 1 300 ans dans treize villes :
- Gifu, préfecture de Gifu (Nagara-gawa). La plus célèbre : la pêche au cormoran sur la Nagara-gawa y est pratiquée depuis 1 300 ans sans interruption[10]. Elle fait partie d'une forte tradition, et est pratiquée du 11 mai au 15 octobre.
- Seki, préfecture de Gifu (Nagara-gawa)
- Fuefuki, préfecture de Yamanashi (Fuefuki-gawa)
- Inuyama, préfecture d'Aichi (Kiso-gawa)
- Uji, préfecture de Kyōto (Uji-gawa)
- Kyōto, préfecture de Kyōto (Katsura-gawa)
- Arida, préfecture de Wakayama (Arida-gawa)
- Miyoshi, préfecture de Hiroshima (Basen-gawa)
- Masuda, préfecture de Shimane (Takatsu-gawa)
- Iwakuni, préfecture de Yamaguchi (Nishiki-gawa)
- Ōzu, préfecture d'Ehime (Hiji-gawa)
- Hita, préfecture d'Ōita (Mikuma-gawa)
- Asakura, préfecture de Fukuoka (Chikugo-gawa)

### Chine
La pêche au cormoran est notamment renommée à Guilin, sur la rivière Li, mais est également pratiquée ailleurs, comme sur le lac Erhai dans le Yunnan.

### Europe
La pêche au Cormoran a été brièvement pratiquée en Europe du XVIe et XVIIe siècles, principalement en Angleterre et en France. Bien que la méthode de pêche ait été semblable à celles utilisées au Japon et en Chine, la méthode européenne a été développée indépendamment, et était étroitement liée à la fauconnerie.

### Pérou
On a noté les traces d'une forme de pêche au cormoran ayant lieu au Pérou vers le début du Ve siècle, qui aurait alors devancé le Japon d'un siècle entier.